# 紫虛上人
紫虚上人，小説《三国演義》登场的虚构人物。
紫虚上人住在益州錦屏山，能预测人的生死贵贱。劉備攻打益州，劉璋属下劉璝、張任、冷苞、邓贤率兵五万向雒城迎敌，途中去錦屏山向询问紫虚上人未来之事。紫虚上人写给劉璝八句言语，｢左龍右鳳，飛入西川。雛鳳墜地，臥龍升天。一得一失，天數當然。見機而作，勿喪九泉。｣暗示龐統之死，諸葛亮平定益州。劉璝向紫虚上人询问自己的命運，紫虚上人回答：「定数难逃，何必再问！」四人最后都没有得到善终。